# 柳升蕃
柳 升蕃（リュ・スンボン、朝鮮語: 류승번、1926年2月24日 - 2023年12月10日）は、大韓民国の政治家、実業家。第13代韓国国会議員。
本貫は全州柳氏、字は成立（ソンニプ、성립）、号は東湖（トンホ、동호）。キリスト教徒。ユ・スンボン（漢字同、유승번）という表記も見られる。

## 経歴
慶尚北道安東出身。攻玉社工業高等学校（現・攻玉社中学校・高等学校）土木科、嶺南大学校法学科、成均館大学校経営大学院、延世大学校産業大学院修了。このほか名誉博士学位として聖トマス大学より経営学の博士を授与されている。弘益製紙工業株式会社代表取締役、アムネスティ・インターナショナル韓国支部理事、セマウル指導者ソウル特別市協議会諮問委員長、光復会会員、ライオンズクラブ韓国A地区総裁、韓日議員連盟安保外交委員会副委員長を歴任した。政界では第13代国会議員のほか、民主自由党、新韓国党、ハンナラ党国策諮問委員、大韓民国憲政会顧問・理事を歴任した。1992年から1993年までは第3代韓国文化財保存技術振興協会（現・韓国文化財修理技術者協会）長を務めた。
2023年12月10日にサムスンソウル病院で死去。